# Cryptosula zavjalovensis
Cryptosula zavjalovensis is een mosdiertjessoort uit de familie van de Cryptosulidae. De wetenschappelijke naam van de soort is voor het eerst geldig gepubliceerd in 1976 door Kubanin.